# ألعاب نارية (فلم)
ألعاب نارية (بالإنجليزية: HANA-BI) هو فلم ياباني من تأليف وإخراج وبطولة تاكيشي كيتانو، صدر في عام 1997.

## القصة
يوشيتاكا نيشي، مفتش شرطة عنيف. بعد تبادل لاطلاق النار ادى إلى شلل شريكه هوريبي، ووفاة ضابط شرطة شاب قتل في عملية اعتقال دموية، قرر يوشيتاكا ترك الشرطة والتركيز على زوجته ميوكي، المصابة بسرطان الدم غير قابل للشفاء والسفر معها في جميع أنحاء اليابان.

## روابط خارجية
- ألعاب نارية على موقع IMDb (الإنجليزية)
- ألعاب نارية على موقع الموسوعة البريطانية (الإنجليزية)
- ألعاب نارية على موقع روتن توميتوز (الإنجليزية)
- ألعاب نارية على موقع ألو سيني (الفرنسية)
- ألعاب نارية على موقع Turner Classic Movies (الإنجليزية)
- ألعاب نارية على موقع أول موفي (الإنجليزية)
- ألعاب نارية على موقع بوكس أوفيس موجو (الإنجليزية)
- ألعاب نارية على موقع فيلمافينيتي (الإسبانية)
- ألعاب نارية على موقع قاعدة بيانات الأفلام السويدية (السويدية)
- ألعاب نارية على موقع قاعدة بيانات الفيلم (الإنجليزية)